# Книппер, Анна Ивановна
Анна Ивановна Книппер (урожденная Зальца) (1850 — 16 мая 1919, Москва) — камерная певица и музыкальный педагог, мать драматической актрисы О. Книппер-Чеховой и оперного певца и режиссёра В. Книппер-Нардова.

## Биография
Анна Книппер принадлежала к семье немецкого происхождения, из которой вышли известные деятели России. Её старший брат Александр Иванович Зальца был военным и знатоком русской культуры, переписывался с Чеховым ещё до того, как его племянница вышла за того замуж. Младший брат Иван Иванович Зальца был начальником Кронштадтской гавани.
Похоронена на Новодевичьем кладбище.

## Творческая деятельность
С детских лет Анна обучалась игре на фортепиано. Позднее уроки пения ей давала А. Александрова-Кочетова.
Книппер известна как исполнительница романсов П. Чайковского («Уж гасли в комнатах огни», «Я вам нравлюсь» и др), Н. Соколовского («Взошла луна», «Задремали волны»), дуэтами из «Stabat mater» Дж. Перголези и Дж. Россини.
В 1896—1919 годах преподавала в Музыкально-драматическом училище Московского филармонического общества, профессор.
Среди учеников: её сын В. Книппер-Нардов, И. Просторов, Л. Ставровская, певцы брат и сестра А. Курганов и О. Окунева.